# 劳雷亚诺·戈麦斯
劳雷亚诺·戈麦斯·卡斯特罗（西班牙語：Laureano Gómez Castro；1889年2月20日—1965年7月13日），哥伦比亚工程師、政治家。哥倫比亞總統。

## 早年生平
戈麦斯出生于波哥大。戈麦斯于1911年首次当选国会议员，在当选总统之前，戈麦斯是保守党最激进的领导人之一。他曾任驻德国大使，并在这段期间产生对纳粹主义的崇拜。对纳粹主义和佛朗哥的崇拜使他在1940年代多次被驱逐出哥伦比亚。他经常发表种族主义言论，甚至还预谋将犹太人驱逐出哥伦比亚。
在奥斯皮纳内阁中，戈麦斯被任命为外交部长。

## 主政期间
在1949年选举中，戈麦斯作为唯一的候选人获得了超过100万张选票。他以此当选总统。
在戈麦斯当政期间，政治谋杀横行。自由党和共产党的积极分子和同情者以及新教少数群体的成员遭到迫害。在韩战期间，出于强烈的反共立场，戈麦斯决定派遣军队支援联合国军及大韩民国国军，其后，该国共派出5,000余名士官出兵朝鲜半岛。此举也令哥伦比亚为拉丁美洲唯一參战支援韩国的国家，并因此与韩国建立了良好关系。
戈麦斯试图在任内完成司法改革。可是在1951年突发的心脏病让他感到警惕。他迅速的拟定了继承人罗伯托·乌达内塔。然而，1953年，古斯塔沃·罗哈斯·皮尼利亚将军发动政变，将他推翻。

## 去世
在政变后，戈麦斯逃到西班牙。后来他回到哥伦比亚，并在1965年于波哥大去世。